# Simon Gagné
Simon Gagné (* 29. Februar 1980 in Sainte-Foy, Québec) ist ein ehemaliger kanadischer Eishockeyspieler. Der linke Flügelstürmer absolvierte 931 Spiele in der National Hockey League, einen Großteil davon für die Philadelphia Flyers, und gewann 2012 mit den Los Angeles Kings den Stanley Cup. Mit der kanadischen Nationalmannschaft wurde er 2002 Olympiasieger und gewann 2005 die Silbermedaille bei der Weltmeisterschaft.

## Karriere
Der 1,85 m große Gagné begann seine Karriere 1995 in seiner Geburtsstadt bei den Sainte-Foy Gouverneurs in einer unterklassigen Juniorenliga in der Provinz Québec. In der folgenden Spielzeit ging er für die Beauport Harfangs aus der Ligue de hockey junior majeur du Québec aufs Eis, ehe er noch zwei weitere Jahre in der Liga von 1997 bis 1999 bei den Québec Remparts absolvierte. Während dieser Zeit wurde Gagné beim NHL Entry Draft 1998 in der ersten Runde an Position 22 von den Philadelphia Flyers ausgewählt.
Ab der Saison 1999/2000 spielte der Stürmer für die Flyers und avancierte bereits in seiner Debütsaison zum Stammspieler in Philadelphia. Seine erste Saison in der National Hockey League beendete Gagné mit einer Bilanz von 48 Scorerpunkten und lag auf Platz vier der besten Rookiescorer hinter Scott Gomez, Alex Tanguay und Mike York. In den Playoffs scheiterte Gagné mit den Flyers in den Conference-Finalspielen in sieben Begegnungen gegen den späteren Stanley-Cup-Sieger New Jersey Devils. Zum Saisonende wurde er ins NHL All-Rookie Team, eine Auswahl der besten Liganeulinge, gewählt. In den folgenden zwei Jahren steigerte er seine Punkteausbeute und beendete die Saison 2001/02 mit 66 Punkten als zweitbester Scorer der Flyers. Vor Beginn dieser Spielzeit hatten die Québec Remparts seine Rückennummer 12 gesperrt und seither an keinen Spieler mehr vergeben.

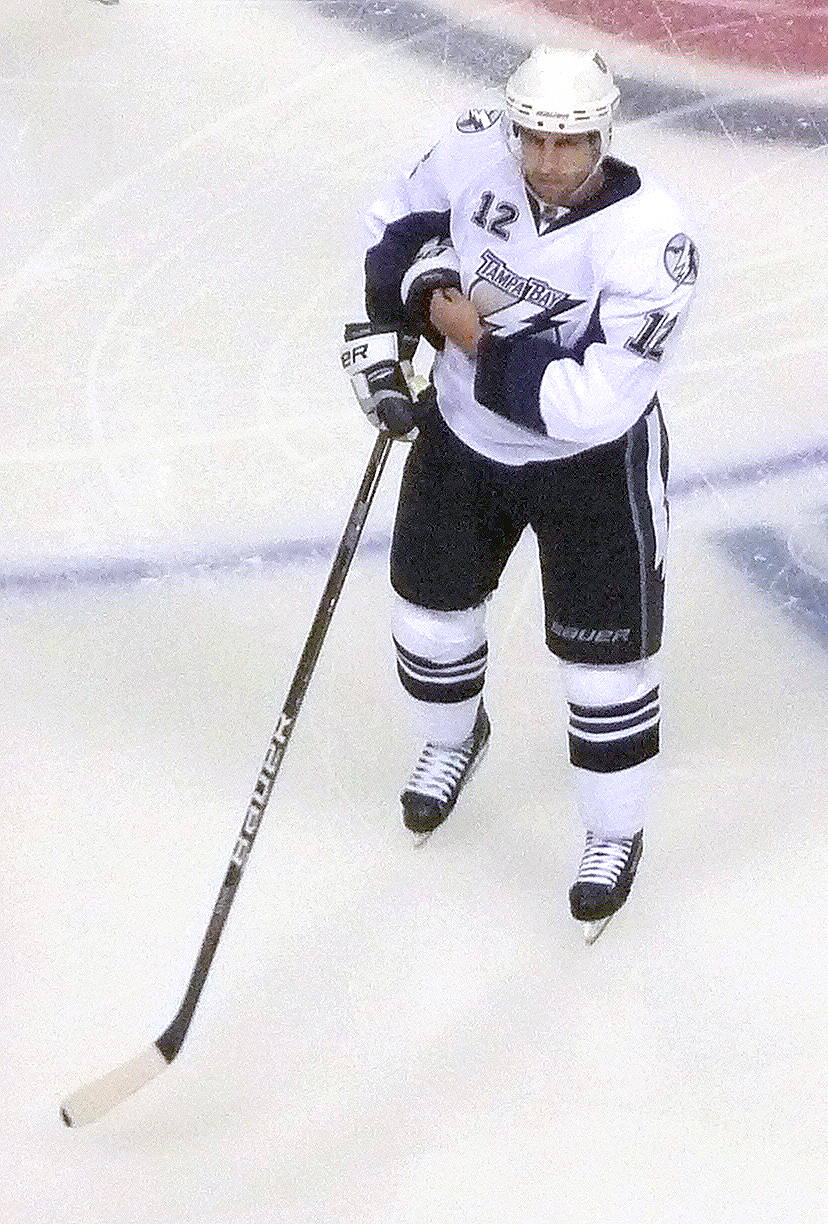
Gagné im Trikot der Tampa Bay Lightning

In der Saison 2003/04 kam Gagné verletzungsbedingt lediglich zu 46 Einsätzen in der regulären Saison und scheiterte in den Conference Finals an den Tampa Bay Lightning. Nach dem Lockout in der NHL-Saison 2004/05 ging der Kanadier weiterhin für die Flyers aufs Eis und erreichte in der Spielzeit 2005/06 eine persönliche Bestmarke von 47 Toren in der regulären Saison. In der Saison 2007/08 absolvierte der Kanadier lediglich 25 NHL-Spiele, da ihn eine Gehirnerschütterung für mehrere Monate vom Spielbetrieb ausfallen ließ. Trotz einer langen Zwangspause knüpfte er in der folgenden Saison nahtlos an seine früheren Leistungen an und erreichte über 70 Punkte. In der Saison 2009/10 erreichte er mit den Flyers erstmals in seiner Karriere die Finalspiele um den Stanley Cup, verlor die Serie allerdings in sechs Begegnungen gegen die Chicago Blackhawks. Im Juli 2010 wurde Gagné im Austausch für Matt Walker und einem Viertrunden-Wahlrecht im NHL Entry Draft 2011 an die Tampa Bay Lightning abgegeben.
Am 2. Juli 2011 unterzeichnete Gagné einen Kontrakt für zwei Jahre bei den Los Angeles Kings, mit denen er in der Saison 2011/12 den Stanley Cup gewann. Im Februar 2013 wurde er im Austausch für ein leistungsbedingtes Viertrunden-Wahlrecht im NHL Entry Draft 2013 zu seinem ehemaligen NHL-Team Philadelphia Flyers transferiert.
Nachdem er die Saison 2013/14 komplett ausgesetzt hatte, unterzeichnete er im Oktober 2014 einen Vertrag für die Saison 2014/15 bei den Boston Bruins, bei denen er 23 Spiele absolvierte. Dieser Vertrag wurde in der Folge nicht verlängert, sodass Gagné schließlich im September 2015 das Ende seiner aktiven Profikarriere verkündete.

### International

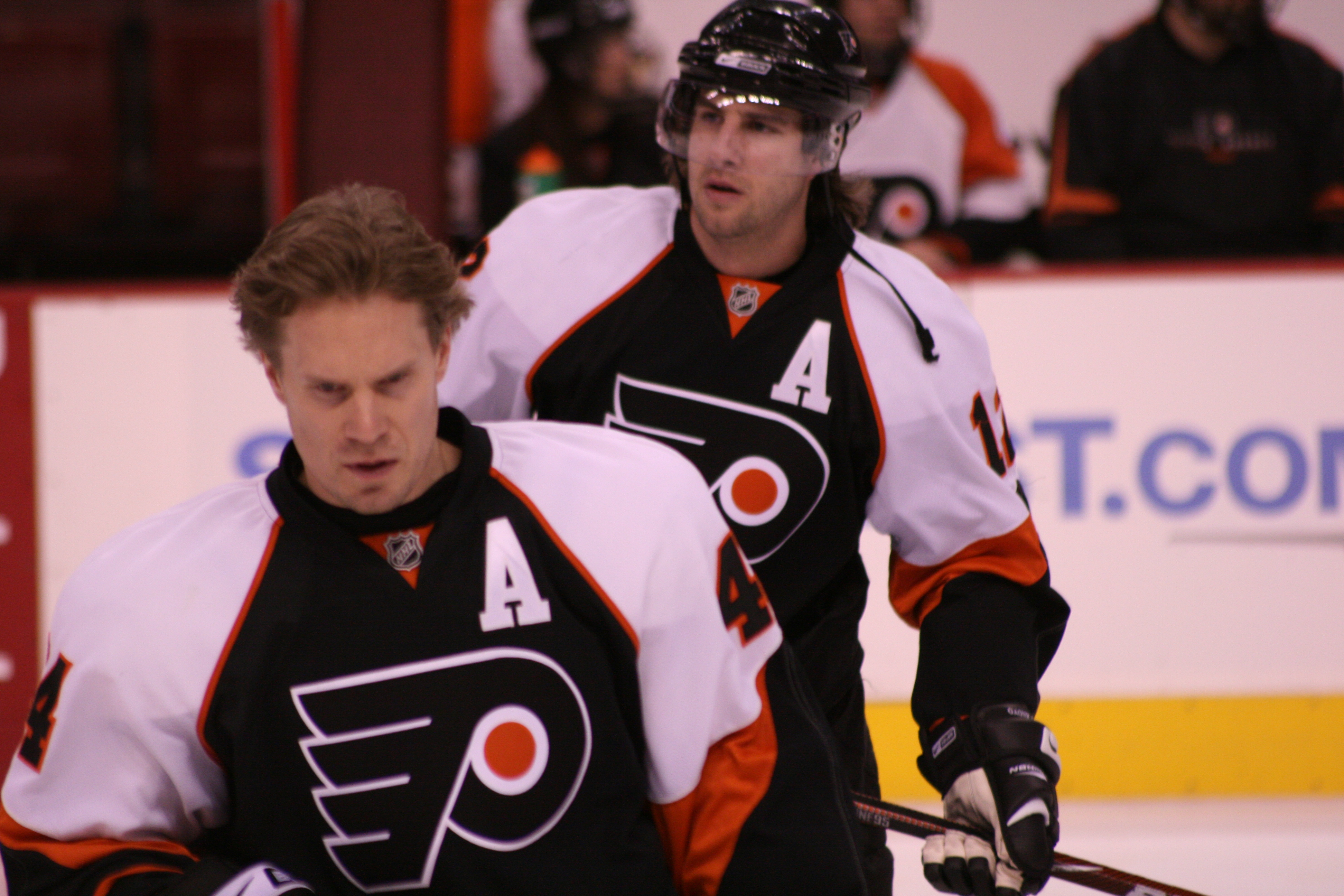
Gagné (hinten) und Kimmo Timonen während der gemeinsamen Zeit in Philadelphia

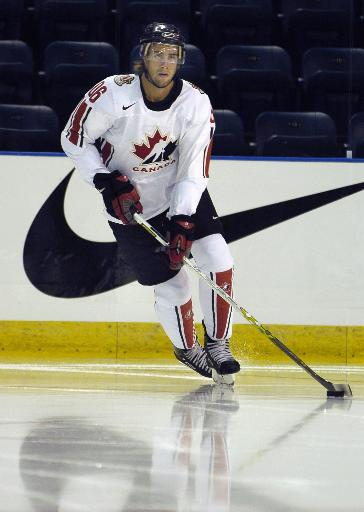
Gagné im Trikot der kanadischen Nationalmannschaft

Auf Juniorenebene vertrat Gagné sein Heimatland bei der U20-Junioren-Weltmeisterschaft 1999. Im Turnierverlauf war er mit sieben Toren erfolgreichster Schütze, unterlag allerdings im Finalspiel gegen Russland und gewann die Silbermedaille. Im Februar 2002 stand Gagné bei den Olympischen Winterspielen in Salt Lake City für die kanadische Nationalmannschaft im Einsatz und gewann die Goldmedaille. Damals war er Teil der Reihe der Kanadier mit Joe Sakic und Jarome Iginla.
2004 gewann er mit Team Canada den World Cup of Hockey, 2005 nahm er mit den Ahornblättern an der Weltmeisterschaft teil und gewann die Silbermedaille. Auch bei den Olympischen Winterspielen 2006 vertrat er die kanadische Auswahl und beendete das Turnier auf dem siebten Platz.

## Erfolge und Auszeichnungen
| - 1999 LHJMQ Second All-Star-Team - 1999 NHL-Rookie des Monats Dezember - 2000 NHL All-Rookie Team | - 2001 Teilnahme am NHL All-Star Game - 2007 Teilnahme am NHL All-Star Game - 2012 Stanley-Cup-Gewinn mit den Los Angeles Kings |

### International
| - 1999 Silbermedaille bei der U20-Junioren-Weltmeisterschaft - 1999 Bester Torschütze der U20-Junioren-Weltmeisterschaft - 2002 Goldmedaille bei den Olympischen Winterspielen | - 2004 Goldmedaille beim World Cup of Hockey - 2005 Silbermedaille bei der Weltmeisterschaft |

## Karrierestatistik

### International
Vertrat Kanada bei:
| - U20-Junioren-Weltmeisterschaft 1999 - Olympischen Winterspielen 2002 - World Cup of Hockey 2004 | - Weltmeisterschaft 2005 - Olympischen Winterspielen 2006 |

(Legende zur Spielerstatistik: Sp oder GP = absolvierte Spiele; T oder G = erzielte Tore; V oder A = erzielte Assists; Pkt oder Pts = erzielte Scorerpunkte; SM oder PIM = erhaltene Strafminuten; +/− = Plus/Minus-Bilanz; PP = erzielte Überzahltore; SH = erzielte Unterzahltore; GW = erzielte Siegtore; 1 Play-downs/Relegation; Kursiv: Statistik nicht vollständig)